# James Worthy
James Ager Worthy, ameriški košarkar, * 27. februar 1961, Gastonija, Severna Karolina, ZDA. 
James Worthy je upokojeni ameriški košarkar, trenutno pa je športni analitik in komentator. »Big Game James« je sedemkratni udeleženec Tekme vseh zvezd, trikratni prvak lige NBA in Najkoristnejši košarkar NBA finala 1988. Na Univerzi Severne Karoline je postal » College Player of the Year«,  z ekipo univerze Tar Heels je leta 1982 osvojil naslov NCAA, postal pa je tudi najbolj izstopajoči košarkar zaključnega turnirja. Na naboru NBA leta 1982 so ga kot prvega izbrali takratni prvaki Los Angeles Lakersi.
Leta 1996 je bil imenovan med 50 najboljših košarkarjev lige NBA, leta 2003 pa je bil sprejet v Košarkarski hram slavnih.

## Zgodnja leta
Worthy se je rodil v Gastoniji, v Severni Karolini. V svoji prvi srednješolski sezoni je dosegal povprečno 21,5 točke, 12,5 skoka in 5,5 podaje in tako popeljal svoje srednješolsko moštvo Ashbrook High do tekme državnega prvenstva. Leta 1979 je bil imenovan na McDonald'sovo Vseameriško tekmo, kjer je zaigral skupaj s kasnejšimi NBA zvezdniki Isiahom Thomasom, Dominiqueom Wilkinsom in Ralphom Samsonom.

## Študentska kariera
Po maturi se je Worthy vpisal na Univerzo Severne Karoline. Že v prvem letu igranja za ekipo univerze si je poškodoval gleženj. Skupaj s Samom Perkinsom in Alom Woodom je bil ključni član ekipe, ki je v finalu lige NCAA izgubila proti Indiani. Kot krilni center je Worthy povprečno dosegal 15,6 točke in je bil vodilni strelec NCAA ekipe Tar Heels, kjer so bili zbrani nekateri kasnejši NBA zvezdniki – Sam Perkins in Michael Jordan. Worthy je skupaj z Ralphom Samsonom osvojil naslov igralca leta. V finalni tekmi lige NCAA leta 1982 so se Tar Heelsi pomerili z univerzo Georgetown. Worthy je tekmo odigral vrhunsko in je z ukradeno žogo na koncu poskrbel za zmago. Dosegel je 28 točk z metom 13-17 in 4 skoke in je postal najbolj izstopajoči igralec turnirja.

## NBA kariera
Zahvaljujoč metu kovanca je Worthy NBA kariero pričel kot edini prvi izbor na draftu, ki je bil izbran s strani aktualnih prvakov. To ga je kasneje pripeljalo do treh naslovov NBA prvaka, sprejetja v Naismithovo hišo slavnih in izbora med 50 najboljših košarkarjev v zgodovini lige NBA.

### 1. izbor
Los Angeles Lakersi so leta 1979 za Dona Forda, ki so ga poslali v Cleveland dobili izbor v prvem krogu nabora 1982. Cavaliersi so sezono 1981-82 končali z najslabšim izkupičkom zmag in porazov, San Diego Clippersi pa z drugim najslabšim. Tako je met kovanca odločil komu gre prvi izbor na naboru. Zmagali so Lakersi, ki so na naboru s prvim izborom izbrali Worthyja.
Kot novinec je Worthy takoj naredil vtis. Igral je na položaju krila in povprečno dosegal 13,4 točke s 57,9% metom. S svojo hitrostjo in dinamično zmožnostjo doseganja točk se je Worthy odlično vključil v napad Lakersov, imenovan »Showtime«. Bil je mojster zaključevanja protinapadov v svojem slogu »Kipa svobode«. Žal se je njegova prva sezona v NBA končala 10. aprila 1983, ko si je na tekmi proti Phoenix Sunsom zlomil nogo. Kljub temu, da se je sezona zanj končala, je bil vseeno izbran v prvo peterko novincev leta 1983.
V naslednji sezoni je Worthy zaradi svojih odličnih iger kmalu postal član prve peterke. Zamenjal je All-Star igralca in ljubljenca navijačev, Jamaala Wilksa. Lakersi so bili dominantni celo sezono in v finalu so se srečali z Boston Celticsi. V 2. tekmi finala je Worthy napačno podal, Celticsi so žogo prestregli in izenačili izid. Lakersi so nato tekmo po podaljšku izgubili, v sedmih tekmah finala pa so bili boljši Celticsi.

### »Big Game James«
Z zahtevnim trenerjem Patom Rileyem, ki je od ekipe vedno zahteval maksimum, so Lakersi v novo sezono krenili z mislijo o maščevanju. Tudi tokrat so jim v finalu nasproti stali Celticsi, vendar so tokrat Lakersi v šestih tekmah postali prvaki in prva gostujoča ekipa, ki je kdaj slavila naslov prvaka v Boston Gardnu. Worthy je v finalni seriji dobil vzdevek »Big Game James«.
Med končnico se je Worthy izkazal kot igralec v ključnih trenutkih tekme. Povprečno je v končnici dosegal 21,5 točke z 62,2% metom, v finalu pa je dosegal 23,7 točke na tekmo. Med marčno tekmo proti Utahu je utrpel manjšo poškodbo roženice in zato je od te tekme do konca kariere med tekmami nosil zaščitna očala.
V sezono 1985–86 so Lakersi znova krenili z željo po osvojitvi naslova, vendar so jih v konferenčnem finalu zaustavili Houston Rocketsi in njihov center Ralph Samson. Worthy je bil v tej sezoni prvič izbran na Tekmo vseh zvezd.
V sezoni 1986–87 so Lakersi znova slavili. Njihova ekipa, ki jo mnogi uvrščajo med najboljše ekipe v zgodovini lige NBA, je v finalu znova premagala Celticse. Worthy je v končnici dosegal povprečno 23,6 točke na srečanje.
Riley je v naslednji sezoni Lakerse znova popeljal do naslova in Lakersi so postali prva ekipa po letu 1969, ki je osvojila zaporedna naslova prvakov. Med rednim delom sezone je Worthy dosegal povprečno 19,7 točke, na tekmi proti Atlanti pa je dosegel 38 točk in postavil osebni strelski rekord. V finalu proti Pistonsom je Worthy znova postal »Big Game James« in je povprečno dosegal 22 točk, 7,4 skoka in 4,4 podaje na tekmo. Šesta tekma, kjer je dosegel 28 točk in 9 skokov in predvsem sedma tekma finala, kjer je dosegel svoj edini trojni dvojček s 36 točkami, 16 skoki in 10 podajami, sta bili ključni, da je Worthy postal Najkoristnejši igralec finala.
Riley je v novi sezoni želel tretji prstan zapored in Lakersi so se v finalu znova srečali s Pistonsi. Potem, ko je Abdul-Jabbar v finalu igral zadnje tekme svoje kariere in ko so Lakersi odigrali tri finalne tekme brez Magica Johnsona in Byrona Scotta, je bil celo odlični Worthy premalo. Čeprav je v finalu povprečno dosegal 25,5 točke in je v četrti tekmi finala s 40 točkami izboljšal osebni strelski rekord, so Pistonsi zmagali v štirih tekmah.
Čeprav sta pri Lakersih glavna zvezdnika v 80. letih bila Abdul-Jabbar in Magic Johnson, je Worthy vseeno izstopal. Predvsem v protinapadih je Worthy navduševal publiko s svojimi zabijanji in izjemno hitrostjo. Z ostarelim Abdul-Jabbarjem je Worthy postal 2. opcija Lakersov v napadu.
Lakersi so v sezoni 1989–90 znova dominirali. Na koncu sezone so imeli najboljši izkupiček zmag in porazov 63-19. Čeprav sta Johnson in Worthy v končnici dosegala povprečno 25,2 točke oz. 24,2 točke, so v konferenčnem finalu Lakersi morali priznati premoč Phoenixu.
V naslednji sezoni so Lakersi pripeljali Worthyjevega nekdanjega soigralca Sama Perkinsa. Worthy je v sezoni povprečno dosegal 21,4 točke in Lakersi so zopet zaigrali v finalu. Tokrat so jim nasproti stali Chicago Bullsi in nekdanji Worthyjev in Perkinsov soigralec Michael Jordan. Bullsi so slavili v petih tekmah.
To je bila tudi zadnja možnost, da bi Worthy osvojil četrti prstan. Magic Johnson se je novembra 1991 upokojil. Do konca kariere so Worthyja pestile poškodbe. V končnici leta 1991 si je poškodoval komolec, leta 1992 je moral na operacijo kolena, zaradi katere je zaključil sezono. Po številnih težavah s kolenom pred sezono 1994–95, se je Worthy, po 12. sezonah igranja v ligi NBA, upokojil novembra 1994. 
Worthy je skupno odigral 926 tekem rednega dela, kjer je povprečno dosegal 17,6 točke, 5,1 skok in 3 podaje na tekmo s 54,4% metom. V 34 finalnih tekmah je povprečno dosegal 22,2 točke na tekmo s 53% metom. S 16.320 točkami je uvrščen na šesto mesto klubske lestvice strelcev in tretje mesto na klubski lestvici ukradenih žog (1.041). Leta 1996 je bil izbran za enega izmed 50 najboljših NBA igralcev vseh časov, leta 2003 pa je bil sprejet v Košarkarski hram slavnih. Njegov dres s številko 42 so Lakersi upokojili.

## Izven igrišča
Od sezone 2012–13 naprej je Worthy studijski analitik za Time Warner Cable SportsNet and Time Warner Cable Deportes in sovoditelj oddaje Access SportsNet, ki je na sporedu pred in po tekmah Lakersov, prav tako pa je NBA analitik za KCBS-TV v Los Angelesu.
V začetku sezone 2015-16, je Worthy postal pomočnik trenerja Byrona Scotta pri Lakersih.

## Zasebno življenje
Worthy je bil od leta 1984 do 1996 poročen z Angelo Wilder; rodili sta se jima dve hčerki, Sable in Sierra Worthy.